# 大東街道
大東街道（だいとうがいどう）は、広州市越秀区の街道。現行行政地名は大東街道新南社区、大東街道東川社区などの社区16個がある。

## 地理
広州市越秀区の中部に位置している。

## 行政区画
16街道を管轄する。

## 施設

### 交通
・地下鉄の駅：